# Apion gnarum
Apion gnarum är en skalbaggsart som beskrevs av Johannes Faust 1890. Apion gnarum ingår i släktet Apion, och familjen spetsvivlar. Arten har ej påträffats i Sverige.